# Chartreuse Sainte-Marthe d'Aix-en-Provence
La  Chartreuse Sainte-Marthe était un monastère de l'ordre des Chartreux fondé en 1635 à Aix-en-Provence, dans le département du Bouches-du-Rhône, en région Provence-Alpes-Côte d'Azur.

## Historique
Cette chartreuse est fondée en 1623 grâce au legs de Jean-André d’Aymar (1561-†1624), seigneur de Monsailler ou Montsailler, conseiller au parlement de Provence. Les dons reçus des premiers bienfaiteurs permettent en attendant la construction d'un grand monastère, de pouvoir acheter une propriété, la bastide de Flassan, dans les environs d'Aix sur la route de Salon. En 1625, une petite communauté de deux moines peut s’installer dans des bâtiments provisoires. 
Le 28 janvier 1634, le prieur de Bonpas, avec le prieur de Villeneuve-lès-Avignon et Jean-Baptiste Giraud, prieur d'Aix, achètent un nouveau terrain, extra-muros, pour bâtir la chartreuse, dans le faubourg des Cordeliers. Louis de Paule , président à mortier, en pose la première pierre, dans le triangle formé, aujourd'hui, par le boulevard de la République, les rues Célony et du 11 novembre.
Les constructions s’élèvent très lentement. En 1640, il n'y a encore que trois religieux. L'église est terminée en 1645, sous le vocable de Sainte-Marthe que prend le couvent.
Louis XIV approuve aussi la fondation de la chartreuse d'Aix et la déclare de fondation royale par ses lettres patentes du 13 août 1654 et lui accorde tous les privilèges dont jouissent les fondations royales, plus cinq minots et un tiers de franc-salé. Quelques années plus tard, en 1661 le roi leur accorde encore la permission de construire un aqueduc pour amener les eaux nécessaires au couvent.
En 1681, la vie régulière y est pratiquée avec une communauté avec le prieur, huit religieux et deux frères convers. En 1703, il y a douze religieux de chœur, trois frères convers et trois domestiques.  
Lors de la peste de 1720, le monastère est réquisitionné pour servir d'infirmerie. Les chartreux doivent évacuer momentanément le monastère. Ils se retirent près des Milles, puis dans le séminaire d'Aix, dirigé par François Renaud de Villeneuve, en mars 1721. Ils reviennent à la chartreuse en octobre 1721.
Le 13 février 1790, l'assemblée constituante prononce l'abolition des vœux monastiques et la suppression des congrégations religieuses. La communauté opte pour la vie commune, mais, ne pouvant réunir le nombre suffisant de religieux, doit se disperser en 1791 dans les autres chartreuses provençales reconnues comme maisons de réunion

## Prieurs
Le prieur est le supérieur d'une chartreuse, élu par ses comprofès ou désigné par les supérieurs majeurs.
- 1628-1631 : Gabriel Orcel (†1640), de Saint-Chamas, profès de Villeneuve-lès-Avignon, premier recteur d'Aix.
- 1631-1633 : Denys de Sailli (†1640), d'Aumalle , profès de Villeneuve, prieur de la Verne (1633-38) ; prieur de Bonpas (1638-40).
- 1633-1634 : Jean-Baptiste Giraud (†1646), de Valensole, profès de Villeneuve, prieur du Val-Sainte-Marie (1610-21); de la Verne (1621-26) et (1626-32); de nouveau prieur de Montrieux (1632-33); prieur d'Aix (1633-34) ; de nouveau prieur du Val Ste-Marie (1634-39) ; et une troisième fois (1642-45); et une seconde fois à la Verne (1645-46).
- 1634-1640 : Gabriel Orcel (†1640).
- 1640-1644 : Gabriel Magnati (†1652), d'Avignon, profès de la Grande Chartreuse, prieur de Bonpas (1644-47), de Bonlieu et de Seillon.
- 1644-1650 : Antoine Blacone, de Toulouse, profès de la Grande Chartreuse, transféré au priorat de Valbonne.
- 1650-1654 : Alexis Arnaudi (1620-†1689), d'Orange, profès de Villeneuve, prieur du Val-Sainte-Marie (1654-57), de Montrieux (1667-78), de Valbonne (1678-89).
- 1654-1656 : Antoine Blaconne (†1678), retourne prieur à Aix, transféré au noviciat de Toulouse (1656), nommé visiteur de la province d'Aquitaine jusqu'en 1674 et prieur de Castres rétabli (1674-78).
- 1656-1684 : Philippe Jassaud (†1684), de Tourane, profès de Villeneuve.
- 1684-1697 : Jean-Jacques de Bussy (†1717 ou 18), de Paris, profès de Villeneuve.
- 1697-1700 ; Jean-Joseph Bardon (†1700), d'Aix, profès de Villeneuve, prieur de Villeneuve-lès-Avignon, transféré au priorat de Montrieux (1690-1697); retourné au priorat de Montrieux ensuite.
- 1700-1705 : François Guiot (†1713), d'Autun, profès de Villeneuve, prieur de Montrieux (1686-90) ; prieur de Durbon (1690-96); de Vaucluse (1696-1700); d'Aix (1700-05) de Marseille (1705-13).
- 1705-1724 : Philibert Brunet (†1275), de Gap, profès de Villeneuve, coadjuteur et prieur de Marseille (1702-05); prieur à Lugny (1724-25).
- 1724-1728 : Guillaume Moreau (†1728), profès de Villeneuve, prieur de Durbon (1722-1724) et d'Aix (1724-28).
- 1728-1748 ; Mathias Régis (†1748), profès de Villeneuve, d'abord prieur de la Verne (1726-28).
- 1748-1755 : Jean-David Saint-Martin (†1779), profès de Toulouse, transféré au priorat du Val-Sainte-Marie (1755-62); de nouveau procureur à Toulouse (1762-64); prieur de Cahors (1764-74), de Toulouse (1774-79), visiteur (1778-79).
- 1755-1764 : Gabriel Julien (†1776), profès de Valbonne , prieur de la Verne(1744-46) et de Montrieux (1746-55).
- 1764-1772 : Alexandre Perraud (†1775), profès de Villeneuve, transféré au priorat de la Verne.
- 1772-1786 : Joseph de Camaret (†1801), de Perne, profès de Villeneuve, dernier prieur de  Villeneuve-lès-Avignon (1786-91).
- 1786-1791 : Bonaventure Cantor (†1791), de Besançon, profès de Bonpas, prieur de la Valsainte (1769-72), de la Part-Dieu (1772-75) et de Bonpas (1775-81).